# Terry Reid
Terry Reid (* 13. November 1949 in Huntingdon, Cambridgeshire; † 4. August 2025) war ein englischer Rocksänger, Gitarrist und Songwriter.

## Karriere
Mit zwölf Jahren war Terry Reid Sänger einer Schülerband namens The Redbeats. Mit 15 entdeckte ihn Peter Jay und nahm ihn als Sänger seiner Jaywalkers mit auf eine kurze Englandtournee. Anschließend gingen sie für Songaufnahmen ins Studio. Die Single wurde jedoch ein Misserfolg und die Jaywalkers lösten sich auf.
Daraufhin gründete Reid seine eigene Band und fand im Produzenten Mickie Most einen Unterstützer, der ihm bei seinem Label einen Plattenvertrag gab. Sein Debütalbum Bang, Bang, You’re Terry Reid erschien 1968 in den USA und erreichte dort Platz 153. In Europa wurde es nicht veröffentlicht.
Als die Labelkollegen John Paul Jones und Jimmy Page kurz darauf anfragten, ob er Sänger ihrer Band werden wolle, lehnte er wegen geplanter Tourneen ab. Er spielte als Solomusiker im Vorprogramm der erfolgreichen US-Tour der Rolling Stones. Jedoch empfahl er ihnen an seiner Stelle John Bonham und Robert Plant. Die vier Musiker wurden als Led Zeppelin zu einer der erfolgreichsten Rockbands aller Zeiten. Reid schlug im selben Jahr auch ein Angebot aus, für Rod Evans bei Deep Purple einzusteigen.
Inzwischen hatte Reid sein zweites Album fertiggestellt. Mickie Most mischte es nach seinen eigenen Vorstellungen ab, mit denen Reid überhaupt nicht einverstanden war. Es kam zum Zerwürfnis, aber wegen des bestehenden Vertrags konnte er ohne Most keine weiteren Alben veröffentlichen. Den Versuch, durch einen Wechsel der Staatsbürgerschaft den Vertrag zu umgehen, vereitelte Most, indem er durch seinen Einfluss verhinderte, dass ein anderes Label ihn aufnahm. So musste Reid bis 1973 warten, bevor er sein drittes Album River veröffentlichen konnte. Obwohl es gute Kritiken erhielt, kam es in den US-Charts nicht über die Platzierungen der beiden Vorgänger hinaus.
In den nächsten Jahren arbeitete Terry Reid als Studiomusiker unter anderem für die Countrymusiker Bonnie Raitt und Hoyt Axton. 1976 nahm er wieder selbst ein Album mit dem Titel Seed of Memory auf. Produzent war Graham Nash. Das Album klang mehr nach Nash als nach dem frühen Reid und wurde ein Flop. Auch das nachfolgende Rogue Waves konnte trotz rockigerer Klänge kein neues Interesse erwecken. 
Danach erschienen in großen Abständen drei weitere Alben, die alle nicht in die Charts kamen.
Im August 2025 starb Reid im Alter von 75 Jahren. Er hatte sich in Krebsbehandlung befunden.

## Diskografie
- Bang, Bang You’re Terry Reid (1968)
- Terry Reid (1969) (amerikanischer Titel: Move Over for Terry Reid)
- River (1973)
- Seed of Memory (1976)
- Rogue Waves (1979)
- The Hand Don’t Fit the Glove (1985)
- The Driver (1991)
- Alive (2004)